# Otto Finsch
Friedrich Hermann Otto Finsch (Warmbrunn, 8 agosto 1839 – Braunschweig, 31 gennaio 1917) è stato un etnografo, naturalista ed esploratore tedesco.

## Biografia
Finsch nacque a Warmbrunn, in Slesia, da Mortiz Finsch e Mathilde Leder. Suo padre era un commerciante di vetro e Otto stesso, ben presto, imparò a dipingere questo materiale. Il suo interesse per gli uccelli lo spinse ad adattare la sua vena artistica allo scopo e nel 1859 ottenne dal console austriaco il permesso di visitare la Bulgaria. Qua redasse un'opera sull'avifauna regionale, pubblicata in seguito sul Journal fur Ornithologie. Questa esperienza gli consentì di divenire curatore al Museo Reale di Storia Naturale di Leida (1862-1865). Nel 1864 divenne curatore del museo di Brema, del quale divenne direttore nel 1876. Nel 1868 gli fu conferito un dottorato onorario in ornitologia dall'Università di Bonn, ma ben presto iniziò a interessarsi anche di etnologia. Nel 1876 accompagnò lo zoologo Alfred Brehm in una spedizione in Turkestan e Cina nord-occidentale. Era interessato anche alla fondazione di colonie nella regione del Pacifico e divenne un membro dei Cospiratori dei Mari del Sud, un gruppo influente guidato dal potente banchiere Adolf von Hansemann.

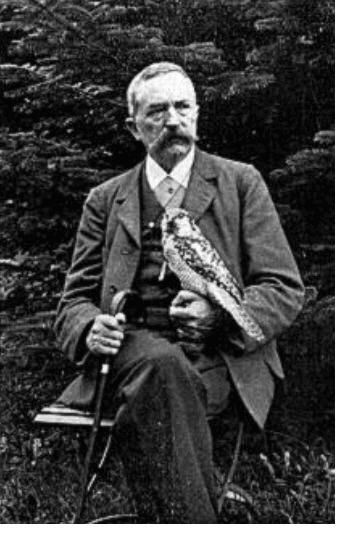

Finsch si dimise da curatore del museo nel 1878 in modo da poter continuare i suoi viaggi. Nel 1886 sposò Elisabeth Hoffman. Tra la primavera del 1879 e il 1885 effettuò varie visite in Polinesia, Nuova Zelanda, Australia e Nuova Guinea. Ritornò in Germania nel 1882. Nel 1884 tornò in Nuova Guinea come Commissario Imperiale per conto di Bismarck e negoziò l'acquisto della parte nord-orientale dell'isola, assieme alla Nuova Britannia e alla Nuova Irlanda, che divennero protettorato tedesco. Tale parte di Nuova Guinea venne rinominata Terra dell'Imperatore Guglielmo e le isole circostanti arcipelago di Bismarck. La capitale della colonia venne battezzata "Finschhafen" in suo onore. Nel 1885 fu il primo europeo a scoprire il fiume Sepik, che chiamò Kaiserin Augusta in onore dell'imperatrice tedesca.
Dopo essere tornato a Berlino, Finsch fu, per due anni, consulente della Neuguinea-Kompagnie. Nel 1898 divenne curatore delle collezioni ornitologiche del Museo Reale di Leida, e nel 1904 capo del dipartimento di etnografia del Museo Municipale di Brunswick, città ove morì.
Una delle opere più famose di Finsch è quella sui pappagalli del mondo. Ancora oggi, però, il suo lavoro viene criticato, poiché spesso cercò di rinominare il genere delle specie, in modo da ottenerne l'autorità.
Il suo nome è commemorato da alcune specie di pappagalli, come l'amazzone corona lilla (Amazona finschi) e il parrocchetto testagrigia (Psittacula finschii). Anche il varano Varanus finschi deve a lui il nome, dal momento che catturò quello che sarebbe divenuto l'olotipo della specie, così come il cratere Finsch, sulla Luna.

## Opere
- Catalog der Ausstellung ethnographisher und naturwissenschaftlicher Sammlungen (Bremen: Diercksen und Wichlein, 1877).
- Anthropologische Ergebnisse einer Reise in der Sudsee und dem Malayischen Archipel in den Jahren, 1879-1882 (Berlin: A. Asher & Co., 1884).
- Ethnologische Erfahrungen und Belegstucke aus der beschreibender Katalog einer Sammlung in K.K. Naturahistorischen Hofmuseum in Wien (Wien: A. Holder, 1893).
- Die Papageien / monographisch bearbeitet von Otto Finsch, 1867-68. Leiden:Brill .
- con Gustav Hartlaub, Die Vögel der Palau-Gruppe. Über neue und weniger gekannte Vögel von den Viti-, Samoa- und Carolinen-Inseln. Journal des Museum Godeffroy, Heft 8, 1875 and Heft 12, 1876.